# Whitewright
Whitewright é uma cidade  localizada no estado norte-americano do Texas, no Condado de Fannin e Condado de Grayson.

## Demografia
Segundo o censo norte-americano de 2000, a sua população era de 1740 habitantes.
Em 2006, foi estimada uma população de 1786, um aumento de 46 (2.6%).

## Geografia
De acordo com o United States Census Bureau tem uma área de
5,4 km², dos quais 5,4 km² cobertos por terra e 0,0 km² cobertos por água. Whitewright localiza-se a aproximadamente 236 m acima do nível do mar.

## Localidades na vizinhança
O diagrama seguinte representa as localidades num raio de 16 km ao redor de Whitewright.